# Stary Teatr Wielki w Łodzi

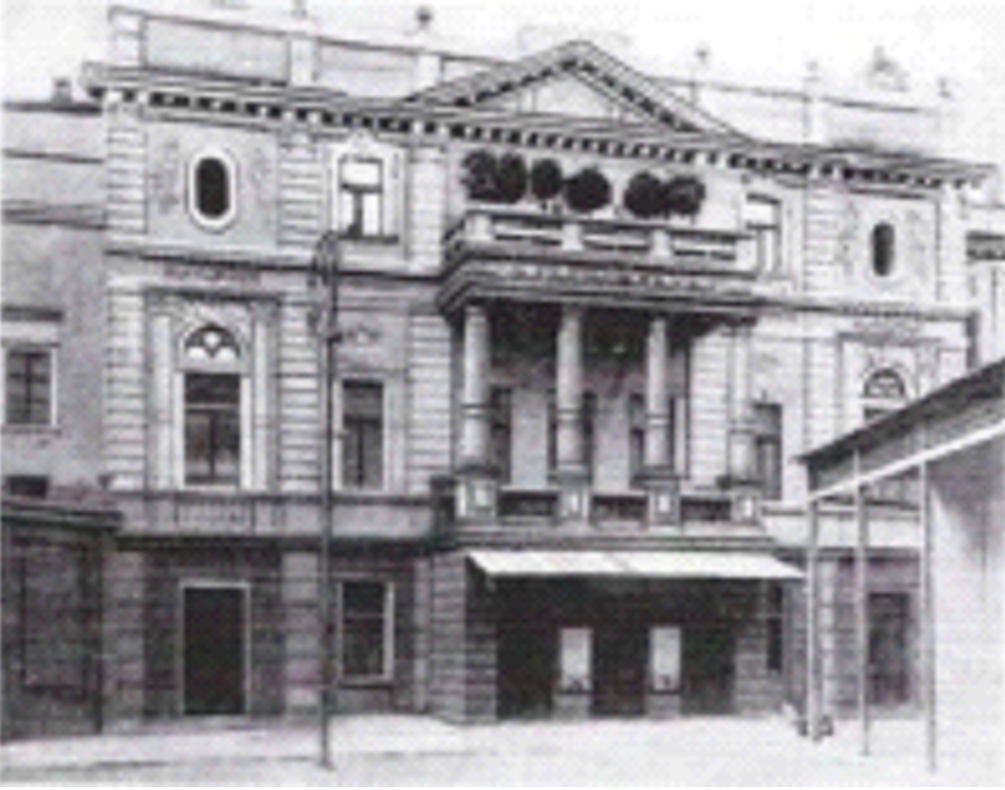

Stary Teatr Wielki w Łodzi – teatr działający w latach 1901–1920 w Łodzi przy ul. Konstantynowskiej 14 (późniejszej ul. Legionów)

## Historia
Budynek zaprojektował w 1901 roku Adolf Zeligson. Teatr Wielki zbudowany na zamówienie Fryderyka Sellina był fenomenem w przemysłowej Łodzi. Miał okazałą neorenesansową fasadę oraz największą na ziemiach polskich salę teatralną, mieszczącą 1250 widzów. Otwarto go 28 września 1901 roku, a wielką uroczystość uświetnili swoją obecnością Henryk Sienkiewicz i Henryk Siemiradzki.
Pierwszym dyrektorem teatru był Henryk Grubiński. Na scenie pierwotnie miał występować zespół polski, jednak okazało się szybko, że polscy aktorzy nie są w stanie utrzymać tak dużego gmachu i zaczęto go podnajmować innym grupom.
W 1905 został wynajęty przez Icchaka Zandberga Pod jego kuratelą, teatr działał nieprzewanie do wybuchu I wojny światowej w 1914 roku. Reprezentował wówczas bogaty repertuar, sprowadzając na gościnne występy znanych, żydowskich aktorów, jak m.in: Borysa Tomaszewskiego, Davida Kesslera, Klarę Jong, Ester Rachelę Kamińska oraz Morisa Wachsmana, który po śmierci Zandberga w 1915 roku został dyrektorem teatru.
Budynek spłonął 20 października 1920 roku.